# Servas International
Servas International — международная некоммерческая организация, возникшая в 1949 году году с целью борьбы за мир во всём мире. Первоначально она называлась «Peacebuilders». Нынешнее название переводится с эсперанто как «Я служу» (имеется в виду «я служу делу мира»). Придумали организацию студенты, которым показалось, что когда ездишь в другую страну, намного лучше останавливаться в гостях друг у друга, чем в отелях. Основная идея Серваса именно в этом. Чтобы не было войн, нужно, чтобы люди подружились друг с другом и смогли хорошо друг друга понять. А для этого они, приезжая в другую страну, останавливаются друг у друга в гостях, что позволяет лучше понять другую страну, другую культуру, другой образ жизни. С 1973 года Servas International признана неправительственной организацией, действующий под эгидой ЮНЕСКО.

## Девиз Серваса
Девизом Серваса является цитата М. Ганди: «The best way to find yourself is to lose yourself in the service of others.» (Лучший способ найти себя - это забыть о себе в служении другим.)

## Организационная структура
Существует три статуса: Servas Host, Servas Day Host и Servas Traveller (Сервас-путешественник). Сервас-хост — человек, у которого можно остановиться, когда приезжаешь в другую страну или город. Сервас-путешественник — человек, который у него останавливается.
Люди, ставшие Сервас-путешественником и решившие поехать в какую-то страну, получают список Сервас-хостов этой страны, в котором будут указаны необходимые данные о каждом члене Серваса: имя, фамилия, возраст, адрес, телефон, языки, на которых они говорят, список интересов и любые дополнительные сведения (например, если они не курят, вегетарианцы или держат домашних животных) .
По неписаным правилам Серваса останавливаются у человека на две ночи (можно и больше, но только если он сам это предложит), общаются, а если у него есть время и возможность, то он показывает свой город. Есть в списке и Дэй-хосты — люди, у которых нельзя остановиться, но которые с удовольствием проведут по городу.
Соответственно, становясь хостом или Дэй-хостом, человек попадает в аналогичный список по своей стране. Этот список будет доступен только другим Сервас-путешественникам.

## Структура Servas International
- Генеральная ассамблея
  - Подразделения Серваса
  - Исполнительный комитет (англ. Executive Committee, сокращённо EXCO) (президент, генеральный секретарь, экономический секретарь, вице президент, секретарь по вопросам мира, хост лист координатор)
    - Люди, подотчётные EXCO:
      - Архивариус
      - Редактор рассылок

    - Комитеты, подотчётные EXCO:
      - Комитет по развитию фондов
      - Комитет регистрации статусов
      - Координатор территориальных объединений
      - Молодёжный комитет
      - Комитет разрешения конфликтов

    - Комитеты, подотчётные Генеральной ассамблее:
      - Комитет аудита
      - Информационная команда
      - Комитет номинирования[4]

## Генеральные ассамблеи Серваса
| - 2012, Ручане-Нида, Польша - 2009, Мар-дель-Плата, Аргентина - 2006, Латина, Италия - 2004, Барселона, Испания - 2001, Накхоннайок, Таиланд - 1998, Антигуа, Гватемала - 1995, Мэрисвилл, Австралия - 1992, Шединь, Франция | - 1989, Монреаль, Канада - 1986, Рим, Италия - 1983, Нагария, Израиль - 1980, Ананд Никетан Ашрам, Индия - 1978, Хельсингёр, Дания - 1976, Лос-Анджелес, США - 1974, Арсеньо, Швейцария | - 1972, Ветцлар, Германия - 1970, Вена, Австрия - 1968, Токио, Япония - 1967, Zochova Hata (Nr. Bratislava), Чехословакия - 1966, Копенгаген, Дания - 1965, Вена, Австрия - 1964, Париж, Франция | - 1960, Гент, Бельгия - 1959, Остервик, Нидерланды - 1958, Ландек (Тироль), Австрия - 1955, Шлухзе, Германия - 1954, Епе, Нидерланды - 1953, Асков, Дания - 1952, Германия SI News No:21 |